# Daouda Traoré
Daouda Traoré (Ivry-sur-Seine, Francia, 22 de julio de 2006) es un futbolista francés que juega de centrocampista en el O. G. C. Niza II del Championnat National 3.

## Estadísticas

### Clubes
Actualizado al último partido disputado el 25 de febrero de 2023.
| Club                     | Div.          | Temporada     | Liga  | Liga  | Liga   | Copas nacionales | Copas nacionales | Copas nacionales | Copas internacionales | Copas internacionales | Copas internacionales | Total | Total | Total  |
| Club                     | Div.          | Temporada     | Part. | Goles | Asist. | Part.            | Goles            | Asist.           | Part.                 | Goles                 | Asist.                | Part. | Goles | Asist. |
| ------------------------ | ------------- | ------------- | ----- | ----- | ------ | ---------------- | ---------------- | ---------------- | --------------------- | --------------------- | --------------------- | ----- | ----- | ------ |
| O. G. C. Niza II Francia | 5.ª           | 2022-23       | 12    | 1     | 0      | ―                | ―                | ―                | ―                     | ―                     | ―                     | 12    | 1     | 0      |
| O. G. C. Niza II Francia | 5.ª           | 2023-24       | 0     | 0     | 0      | ―                | ―                | ―                | ―                     | ―                     | ―                     | 0     | 0     | 0      |
| O. G. C. Niza II Francia | Total club    | Total club    | 12    | 1     | 0      | 0                | 0                | 0                | 0                     | 0                     | 0                     | 12    | 1     | 0      |
| Total carrera            | Total carrera | Total carrera | 12    | 1     | 0      | 0                | 0                | 0                | 0                     | 0                     | 0                     | 12    | 1     | 0      |